# Christoph 46
Christoph 46 ist der Funkrufname des am Heinrich-Braun-Klinikum stationierten Rettungshubschraubers. Er wird von der ADAC Luftrettung betrieben.

## Station, Einsatz und Besetzung
Der Standort ist seit Oktober 1990 in Betrieb. Bis zum Jahreswechsel 2018/19 wurde der Standort von der DRF Luftrettung betrieben. Im Zuge der turnusmäßigen Neuausschreibung erhielt die ADAC Luftrettung einen Achtjahresvertrag ab dem 1. Januar 2019. Zum Einsatz kommt seit September 2024 ein Hubschrauber vom Typ Airbus Helicopters H135.
Bei seinen Einsätzen ist der Rettungshubschrauber Christoph 46 mit einem Piloten der ADAC Luftrettung, einem Notfallsanitäter und einem Notarzt besetzt. Die Notfallsanitäter, welche ebenfalls Mitarbeiter der ADAC Luftrettung sind, gehören zur Hubschrauberbesatzung (HEMS Crew Member) und unterstützen den Piloten im Bereich der Kommunikation und Navigation, während der Notarzt, welcher zum Beispiel über eine Qualifikation in der Fachrichtung Anästhesie verfügt und aus dem Heinrich-Braun-Klinikum Zwickau stammt, juristisch gesehen nur ein Passagier ist.
Das Einzugsgebiet umfasst das Vogtland und Teile des Erzgebirges – beides Regionen, die durch die weitläufigen und teilweise schwierigen Straßenverhältnisse auf schnelle Hilfe aus der Luft angewiesen sind. Das Gebiet wird zudem ganzjährig touristisch genutzt. Vor allem im Winterhalbjahr ist eine flächendeckende Versorgung in Zusammenarbeit mit der Bergwacht zu gewährleisten.

## Zwischenfälle
- Am 26. Januar 2014 verunfallte Christoph 46 bei der Landung auf einem Skihang in Oberwiesenthal. Der Helikopter kam nach der Landung ins Rutschen und glitt gegen ein Verkehrszeichen und einen Motorschlitten. Weder die Besatzung noch Passanten wurden verletzt. Es entstand lediglich ein erheblicher Sachschaden.[1]